# Sean Flynn
Sean Flynn (født 2. marts 2000 i Edinburgh) er en cykelrytter fra Skotland, der er på kontrakt hos Team Picnic-PostNL.